# Джабара, Джеймс
Джеймс «Джабби» Джабара (англ. James Jabara; 10 октября 1923 — 17 ноября 1966) — первый американский лётчик-ас реактивного истребителя ВВС США. Джафара родился в Оклахоме, жил в Канзасе, где окончил среднюю школу и поступил курсантом авиации на службу в Форт-Райли. Прежде чем получить звание младшего лейтенанта Джеймс прошел обучение в четырёх летных школах в Техасе. В ходе Второй мировой войны он совершил два боевых вылета в Европу в качестве пилота американского истребителя North American P-51 Mustang и одержал несколько побед в сражениях с немецкой авиацией.
В 1948 году Джабара выполнял полеты на первом реактивном самолёте ВВС США, Lockheed F-80 Shooting Star, затем пересел за штурвал North American F-86 Sabre. Во время Корейской войны, управляя этим самолётом, он сбил несколько самолётов МиГ-15 советского производства. Первую победу в воздушном сражении он одержал 3 апреля 1951 года. Спустя месяц стало известно о ещё нескольких победах, что сделало его первым американским асом реактивного самолёта в истории. В ходе сражений в Корейской войне он одержал всего 15 побед, что принесло ему прозвище «тройной туз», и сделало его вторым по результативности асом ВВС США. За выдающиеся заслуги в боевых сражениях он был удостоен креста «За выдающиеся заслуги», Серебряной звезды, Креста летных заслуг, Медали военно-воздушных сил и британского Креста «За выдающиеся лётные заслуги».
После Джабара командовал несколькими базами ВВС США, летал за штурвалом Lockheed F-104 Starfighter и Convair B-58 Hustler. В 1966 году, находясь в отпуске во время войны во Вьетнаме, погиб в автокатастрофе вместе со своей дочерью. Они были похоронены на Арлингтонском национальном кладбище. В знак признания его вклада в военную авиацию США в его честь был назван аэропорт недалеко от Уичито, штат Канзас. Ежегодно Академия ВВС США вручает премию Джеймса Джабара выпускникам, которые показали превосходные достижения во время обучения.

## Ранние годы жизни
Джабара родился в Маскоги, штат Оклахома, в семье иммигрантов из Марджъуюн, города в Южном Ливане.
Джабара был бойскаутом и получил самую высокую награду американского скаутского движения — Eagle Scout. С самого детства он мечтал стать пилотом, он рассказывал: «Я читал статьи об Эдди Рикенбакере, романы о воздушных боях, думаю, с шестого класса я мечтал стать летчиком-истребителем». В школьные годы он работал в продуктовом магазине своих родителей, в мае 1942 года окончил школу Wichita North, в Уичито (штат Канзас). Маленький рост в 165 сантиметров и необходимость носить очки, корректирующие зрение, не помешали Джеймсу поступить на службу в Форт-Райли в качестве курсанта авиационного корпуса. Пытаясь улучшить свое зрение, он съедал до 20 морковок в день, ошибочно полагая, что это может помочь. После обучения в четырёх летных школах Техаса в октябре 1943 года он получил звание младшего лейтенанта. У Джеймса и его супруги Нины было четверо детей: Джеймс Уильям (1949), Кэрол Энн (1950), Кэти (1952) и Джейн (1957).

## Вторая мировая война
Во время Второй мировой войны войска союзников боролись с немецкими воздушными войсками на территории Европы. Союзники использовали несколько истребителей, в том числе североамериканский P-51 Mustang. Джабара был пилотом P-51 в двух боевых вылетах в Европу. Его первый вылет в Европу длился с января по октябрь 1944 года в составе 363-й истребительной группы 9-й воздушной дивизии США. Во время своей первой миссии он получил задание атаковать немецкие железнодорожные объекты в Бельгии. В марте 1944 года Джабара сопровождал транспортировку бомбардировщиков в Германию, когда немецкий пилот расстрелял его самолёт и разбил ему купол. Несмотря на то, что на большой высоте он столкнулся с температурой ниже нуля, он смог сбить вражеский самолёт, прежде чем вернулся на базу. Во время одного из полётов, находясь в строю, он и другой пилот Р-51 столкнулись в воздухе. Они оба катапультировались и благополучно спаслись, а вот самолёты были уничтожены. В другом полете, когда Джабара атаковал немецкий самолёт, они столкнулись в воздухе. Когда оба пилота благополучно приземлились, они встретились и обменялись рукопожатием. По окончании первого тура Джабара вернулся в США, где был инструктором для пилотов. Он вернулся в Европу в свой второй тур, который длился февраля по декабрь 1945 года, в составе 355-й группы восьмой дивизии ВВС. Во время тура в Европа Джабара выполнил 108 боевых вылетов. Ему приписывают уничтожение полутора немецких самолётов в воздушном бою, так как один из них он уничтожил при помощи ещё одного пилота. Также он уничтожил четыре самолёта на земле. Джабара был награждён Крестом лётных заслуг (США) с группой дубовых листьев, а также Медалью военно-воздушных сил (США).
После Второй мировой войны Джабара хотел оставить военную службу и поступить в колледж, но в итоге решил поступить в авиационную школу на военно-воздушной базе Тиндалл, штат Флорида. С 1947 по 1949 год он находился на Окинаве в составе 53-й истребительной группы. В 1948 году на Окинаве Джабара управлял своим первым реактивным самолётом Lockheed F-80 Shooting Star. Размышляя о переходе на реактивный самолёт, он сказал: «Это было совершенно по-другому. Я был на высоте 10 000 футов, прежде чем вспомнил, что нужно поднять шасси. Это было так тихо и быстро. Я думаю, это был самый счастливый момент моей жизни». Джабара вернулся в США, где получил звание капитана в 4-м истребительно-перехватывающем отряде, здесь он управлял североамериканским истребителем F-86 Sabre на базе аэропорта округа Нью-Касл, штат Делавэр.

## Корейская война
До начала Корейской войны власть на полуострове была разделена на правительство, поддерживаемое США, на юге и на поддерживаемое Советским Союзом правительство на севере. Разделенные 38-й параллелью Соединённые Штаты и Советский Союз приняли решение сохранять разделение до тех пор, пока не будет принято обоюдное решение о будущем полуострова. 25 июня 1950 года северокорейские войска пересекли границу и атаковали несколько ключевых южнокорейских объектов. Пока Соединённые Штаты готовили военную помощь Южной Корее, Советский Союз также помогал Северной Корее, проводя обучение пилотов и поставляя истребители МиГ-15. 13 декабря 1950 года с 334-й эскадрильей истребителей-перехватчиков Джабара прибыл в Корею. Эта эскадрилья была первым авиационным подразделением с F-86 Sabre, организованным в ВВС США для противодействия советским МиГ-15. К 2 января 1951 года Джабара успел выполнить пять боевых вылетов на F-86 и повредить один корейский истребитель МиГ-15 в воздушном бою. Свою первую победу в Корейской войне Джабара одержал 3 апреля 1951 в воздушном бою, когда 12 F-86 Sabre противостояли 12 МиГ-15, действие развернулось на северо-западе Северной Кореи. Следующую победу он одержал 10 апреля, третью — 12 апреля и четвёртое 22 апреля, что сделало его асом. Когда 334-я эскадрилья была возвращена в США, Джабара добровольно перевелся в 335-ю.
20 мая 2 истребителя F-86 Sabres встретились в небе с несколькими МиГ-15, завязался воздушный бой. Вызванные по радиосвязи ещё 2 F-86 Sabres пришли на подмогу, за штурвалом одного из них был Джабара. Перед боем Джабаре и другим американским пилотам было приказано избавиться от дополнительных топливных баков, что помогло улучшить маневренность. Правый топливный бак Джабары не отделился от крыла, и по протоколу он обязан был вернуться на базу, так как из-за дисбаланса самолёту мешал дополнительный вес, что ограничивало его потенциал в сравнении с МиГами. Но Джабара мечтал стать асом реактивного истребителя, он принял решение воздушное сражение. В этом сражении он уничтожил 2 вражеских самолёта, что позволило ему стать первым американским асом на реактивном истребителе. По версии американской армии 36 североамериканских истребителей F-86 Sabres сражались с 50 МиГами, по данным советской армии в небе было всего 30 МиГ-15. Возвращаясь на военную базу уровень топлива в баках Джабары был на нуле, ему пришлось заглушить двигатели и планировать, включив двигатели перед самой посадкой. Сопоставление данных США и СССР, которые стали доступны после прекращения холодной войны, показало, что в том бою был потерян только один МиГ-15, и на счету Джабары было максимум 4 подбитых истребителя. Согласно советским данным Джабара стал асом только во втором боевом турне в 1953 году. Он был награждён крестом «За выдающиеся заслуги», второй по значимости военной наградой в стране.
Несмотря на то, что сам Джабара был против, в США он получил отпуск, который он должен был провести в рекламном туре, как герой страны. Продуктовый магазин его семьи в Уичито был переполнен людьми в течение нескольких дней. Он и его отец Джон выступали на местном и национальном радио и телевидении. Также в Уичито был проведен один из самых посещаемых парадов в истории города. Джабару вместе с его отцом даже отправили в тур доброй воли по Ближнему Востоку, в рамках которого герой выступил с речью в родном городе своего отца Марджаюне, Ливан. Кинохроника включала в себя кадры его боевого самолёта и ритуальное награждение его крестом за выдающиеся заслуги на бейсбольном матче в Бостоне. В мае 1952 года Джабара вернулся в Соединённые Штаты, где временно работал в штабе ВВС в Вашингтоне, округ Колумбия. Спустя 2 месяца он был переведен в командование воздушной подготовки на базе ВВС Скотт, штат Иллинойс. По своему личному желанию в январе 1952 года он был отправлен в очередной тур в Корею.
В то время Джабара был в звании майора. Во время своего второго тура в воздушных боях Джабара сбил ещё 9 вражеских МиГов, одержав в общей сложности 15 побед. Свою седьмую победу он одержал 16 мая 1953 года, а 26 мая сбил ещё два МиГа, 10 июня Джабара сбил ещё два МиГа. А через восемь дней его лётная группа столкнулась в воздухе с четырьмя МиГами, именно в этот момент у его истребителя произошли механические неисправности, из-за которых он чуть не врезался в возвышенность. Устранив проблемы с самолётом, он вернулся в бой и смог сбить уже повреждённый МиГ. 30 июня первый из двух его вылетов за день привёл к одной победе. Во время второго вылета он сопровождал истребители-бомбардировщики F-86 Sabre. И здесь он успел сбить ещё один самолёт, прежде чем сам попал под шквальный огонь противника. Пытаясь уклониться от их атаки, он резко ускорился и его двигатель заглох. Он планировал в сторону океана для возможной посадки на воду, но смог перезапустить двигатель и вернуться на базу. 15 июля Джабара одержал свою последнюю победу. Спустя пару дней он выполнил 2 последних боевых вылета в рамках тура. В воздухе он искал самолёты противника, так как хотел превзойти или сравняться с количеством сбитых самолётов Джозефа Макконнелла (одержал 16 воздушных побед), но так и не смог встретить самолёты противника. 15 воздушных побед дали ему титул «тройного аса», все его победы в Корее были над МиГ-15. Он получил серебряную звезду, а также ещё один крест за победы в воздухе. По результату Корейской войны Джабара был вторым по количеству американских побед в воздухе после Макконнелла, который уничтожил 16 самолётов противника. В Советском союзе было 4 пилота, которые превзошли или сравнялись с Джабаров по количеству одержанных побед: Евгений Пепеляев (23), Николай Сутягин (22), а также Александр Сморчков и Лев Щукин (по 15 одержанных воздушных побед).

## После Корейской войны
В июле 1953 года Джабара вернулся в США. Он был назначен командиром 4750-й учебной эскадрильи на базе ВВС Юма, которая позже была переименована в ВВС Винсент, штат Аризона. В январе 1957 года Джабара находился на базе ВВС Эглин во Флориде, чтобы присоединиться к 3243-й эскадрильи, которая приступала к испытанию истребителей Lockheed F-104. Затем он был переведен в штаб 32-й воздушной дивизии в Сиракузах, штат Нью-Йорк, позже принял командование 337-й эскадрильей истребителей-перехватчиков на базе ВВС Вестовер, штат Массачусетс. В 1958 году на истребителе F-104 Джабара выполнил несколько боевых вылетов в Тайване. С июля 1960 по июнь 1961 года он прошёл обучение в военно-воздушном колледже в Монтгомери, штат Алабама. В составе 43-й бомбардировочной дивизии Джабара управлял первым сверхзвуковым бомбардировщиком Convair B-58 Hustler на базе ВВС Карсвелл, штат Техас. В июле 1964 года на базе ВВС Люк, штат Аризона, Джабара помогал обучать пилотов НАТО управлению истребителем F-104. Также он писал о значительном техническом усовершенствовании нового самолёта по сравнению с F-86 Sabre.
В 1965 году Джабара был назначен командиром 31-го тактического истребительного авиаполка на базе ВВС Хомстед, штат Флорида. В 1966 году он получил звание полковника, став самым молодым полковником в то время. Он вызвался выполнять боевые вылеты во время войны во Вьетнаме. В июле 1966 года Джабара совершил свой первый полёт, присоединившись к лётной группе F-100 Super Sabre для бомбардировки. В результате этого вылета были повреждены несколько зданий, удерживаемых Национальным фронтом освобождения Южного Вьетнама. Примерно через неделю после выполнения миссии он вернулся в отпуск в Хомстед.

## Смерть
В то время, когда Джабара воевал во Вьетнаме, его семья поселилась в Мертл-Бич, Южная Каролина. Вернувшись из Вьетнама, Джабара отправился к своей семье. 17 ноября 1966 года Джабара и его 16-летняя дочь Кэрол Энн погибли в автокатастрофе в Делрей-Бич, Флорида. В день катастрофы семья Джабары ехала на 2 машинах по пути в новый дом в Южной Каролине, где его жена Нина и дети: Джеймс младший, Кэрол Энн, Джейн и Кэти, должны были жить во время всего его турне во Вьетнаме. Кэрол Энн управляла автомобилем Volkswagen, её отец был пассажиром на заднем сидении. Она потеряла контроль над управлением, автомобиль сначала вылетел на разделительную полосу, засаженную травой, она вывернула руль, чтобы вернуться на проезжую часть, от резкого движения рулём машина вернулась на среднюю полосу и несколько раз перевернулась. Джабара получил серьёзную травму головы, его доставили в госпиталь Делрея, где констатировали смерть. Кэрол Энн скончалась через 2 дня. Панихида по Джабаре прошла на базе ВВС Хомстед со всеми почестями, которые положены погибшему военному лётчику. Джабара и его дочь были похоронены вместе в одной могиле на Арлингтонском национальном кладбище.
Его внук, лейтенант Николас Джабара, окончил Академию ВВС США в 2001 году. 31 января 2002 года он трагически погиб в авиакатастрофе тренировочного самолёта Cessna T-37 Tweet на авиабазе Лафлин, штат Техас.

## Почести
В честь полковника Джеймса Джабары его именем был назван аэропорт к северо-востоку от Уичито, штат Канзас. Начиная с 1968 года Ассоциация выпускников Академии ВВС США ежегодно вручаем премию Джеймса Джабары выпускнику Академии, который демонстрирует наиболее выдающиеся достижения в учёбе. Его друг основал мемориальный фонд Джеймса Джабары, который в 2004 году установил его памятник в Академии ВВС в Колорадо-Спрингс, штат Колорадо.
В 1950 году Ассоциация ВВС США удостоила Джабару звания «Самый выдающийся авиатор года», в 1957 году она же назвала его одним из 25 американских мужчин, «которые больше всего сделали для развития авиации». В 2006 году Канзасский музей авиации включил его имя в Зал славы авиации Канзаса.